# Girls Nite Out
Girls Nite Out es una película estadounidense slasher dirigida en 1984 por Robert Deubel y producida por Anthony Gurvis. 
Entre los protagonistas están Julia Montgomery (Lynn Connors), James Carroll (Teddy Ratliff), Suzanne Barnes (Dawn Sorenson), Rutanya Alda (Barney), Lauren-Marie Taylor (Sheila Robinson), Mart McChesney (Pete Maniac Krizaniac), David Holbrook (Mike Pryor) y Hal Holbrook como el guardia de seguridad Jim Macvey.

## Sinopsis
En un campus universitario de Ohio se está celebrando una fiesta de disfraces después de haber ganado un importante partido de baloncesto. Además se está haciendo un concurso titulado "la caza del escarabajo rojo" que se celebra cada año, el cual consiste en descubrir objetos mediante pistas que ofrece el tipo de la radio cada media hora. Algunos chicos y chicas deciden jugar, otros en cambio continúan divirtiéndose en la fiesta, se quedan en las habitaciones o practican otras actividades. Lo que no saben es que un tipo disfrazado de oso (precisamente la mascota del equipo) empieza a matar una por una a cada una de las animadoras del equipo, ya que el asesino las considera indecentes, el guardia de seguridad del campus, Jim Macvey decide investigar la situación por su propia cuenta al haber vivido una situación similar con el asesinato de su hija ocurrido años antes.